# Sostea westwoodi
Sostea westwoodi is een keversoort uit de familie ruighaarkevers (Dryopidae). De wetenschappelijke naam van de soort werd in 1860 gepubliceerd door Francis Polkinghorne Pascoe. De soort werd aangetroffen in Sarawak op Borneo. De soortnaam is een eerbetoon aan de Engelse entomoloog John Obadiah Westwood.